# Olmones
Olmones (en griego, Όλμωνες) es el nombre de una antigua ciudad griega de Beocia.
Pausanias la ubica a siete estadios de Hieto y a doce a la izquierda de Copas. Según la mitología griega el nombre de la población proviene por un hijo de Sísifo llamado Almo que recibió tierras en el lugar y la aldea que se ubicaba allí fue llamada primero Almones pero luego predominó el nombre de Olmones.